# Японське ім'я
Японські імена — власні імена японців.

## Імена і прізвища
У сучасній Японії власне ім'я складається, зазвичай, із двох елементів — прізвища і особового імені. Члени імператорської родини прізвищ не мають.
За східноазійською традицією прізвище передує особистому імені. Наприклад:
- Судзукі Таро 【鈴木太郎】 Suzuki Tarō; «Судзукі» — прізвище, Таро — особове чоловіче ім'я.
- Сато Ханако 【佐藤花子】 Satō Hanako; «Сато» — прізвище, Ханако — особове жіноче ім'я.

Для запису японських імен в англомовному світі використовується латинка; при такому записі, за західною традицією, особове ім'я часто передує прізвищу. Наприклад:
- Tarō Suzuki 【鈴木太郎】 Таро Судзукі
- Hanako Satō 【佐藤花子】 Ханако Сато

21 травня 2019 року міністр закордонних справ Японії Таро Коно закликав іноземні ЗМІ називати прем'єр-міністра країни Абе Сіндзо, а не Сіндзо Абе. 6 вересня 2019 року японський уряд оголосив, що традиційний порядок «прізвище — особисте ім'я» буде використовуватися в офіційних документах англійською мовою. Такий порядок почав діяти з 1 січня 2020 року.
Усі імена записуються ієрогліфами або японською абеткою — каною. Вони реєструються у державних органах влади та офіційних документах — сімейних реєстрах (косекі) тощо. Через велику кількість ієрогліфів та ще більшу кількість їхніх комбінацій японці мають багато унікальних імен. Прізвища найчастіше походять від топонімів. Імен в японській мові значно більше, ніж прізвищ.

## Історія
У XI-ХІХ ст. шляхетні японці використовували декілька імен за життя. Ці імена можна поділити на 3 категорії.
(І) родові
1. прізвище (【家名】　камей / 【名字, 苗字】 мьоджі) — основне прізвище особи, ім'я дому[4].
Наприклад: Ода Нобунаґа 【織田信長】, Токуґава Ієясу 【徳川家康】
2. ім'я династії (【氏名】　шімей / уджі-на) — прізвище висхідного роду, пращура дому[4].
Серед найвідоміших династій були: Фуджівара 【藤原氏】, Тачібана 【橘氏】, Тайра 【平氏】, Мінамото 【源氏】
Наприклад: Фуджівара Нобунаґа 【藤原信長】, Мінамото Ієясу 【源家康】

(ІІ) особисті
1. дитяче ім'я (【幼名】 йомьо / осана-на) — використовувалося до церемонії повноліття (до 6-12 років)[4].
Дитячі імена, зазвичай, мали закінчення: 【丸】 –мару; 【法師】 –хоші/-боші/-поші; 【千代】 –чійо тощо[4].
Наприклад: Ушівака-мару 【牛若丸】, Іссун-боші 【一寸法師】, Таке-чійо 【竹千代】.
2. звичайне або тимчасове ім'я (【仮名】 кемьо / карі-на; 【通称】 цушьо) — використовулося після церемонії повноліття як неофіційне популярне прізвисько[4].
Звичайні імена часто закінчувалися на: 【郎】 –ро; 【兵衛】 – хей/-бей; 【衛門】 –емон[4];
Наприклад: Таро 【太郎】, Джіро 【二郎】, Сабуро 【三郎】, Себей 【瀬兵衛】, Тахей 【太兵衛】, Хейдзаемон 【平左衛門】, Уемон 【右衛門】[4].
3. власне особисте або справжнє ім'я (【実名】 джіцумьо) — використовувалося після церемонії повноліття як офіційне[4].
Власні імена складалися, зазвичай, з двох ієрогліфів, кожен із яких позначав одно- або двоскладове слово[4]. Такі імена читали, за традицією, за «японським» прочитанням ієрогліфів.
Наприклад:
Нобунаґа 【信長】　(нобу 【信】 «довіра» + наґа 【長】 «вічність»);
Хідетада 【秀忠】　(хіде 【秀】 «блискучість» + тада 【忠】 «вірність»);
Йошімото 【義元】 (йоші 【義】 «справедливість» + мото 【元】 «основа»).
4. чернече або буддистське ім'я (【法名】 хомьо) — використовувалося ченцями або приписувалося померлому[4].
Чернечі імена надавали після прийняття чернечих обіниць або смерті особи, незалежно від її прижитевої віри[4]. Такі імена читали, за традицією, за «китайським» прочитанням ієрогліфів.
Наприклад: Такеда Шінґен 【武田信玄】, Уесуґі Кеншін 【上杉謙信】, Сайто Досан 【斎藤道三】.
5. хрещенне ім'я — використовувалося після хрещення.
6. псевдо (ґō), прізвисько (адана) — використовували люди мистецтв, науковці, літератори.

(ІІІ) титулярні або посадові імена (【官名】 каммьо / каммей) — утворені від назв титулів і посад чиновників середньої ланки у імператорському уряді VIII—X ст.
Наприклад:
Бінґо-но-камі 【備後守】 «голова провінції Бінґо».;
Ямато-но-камі 【大和守】 «голова провінції Ямато»;
Шюрі-но-суке 【修理亮】 «віце-голова відділу ремонту [Імператорського палацу]»;
Сама-но-суке 【左馬助】 «віце-голова відділу Лівих конюшень [Імператорського палацу]».
Переважна більшість носіїв цих імен ніколи не займала відповідних посад, але користувалася титулами самовільно, без дозволу імпреторського уряду, вважаючи їх почесними і передаючи своїм нащадкам у спадок.
В історіографії діячів називають за прізвищем і власним іменем. Проте є винятки, коли особу називають за чернечим ім'ям, під яким вона прославилися або за будь-яким іншим іменем, коли її власне ім'я невідоме.